# Гірнича промисловість Колумбії
Гірнича промисловість Колумбії.

## Загальна характеристика
Провідну роль в країні відіграє видобуток нафти, вугілля, природного горючого газу, золота і смарагдів (табл. 1). За видобутком смарагдів країна в кінці XX ст. займала 1-е місце у світі. Крім золота видобувають інші благородні метали — платину, срібло, а також самородну сірку, гіпс, фосфати і нерудні буд. матеріали. У гірн. галузі зайнято бл. 50 тис. чол. Провідна компанія гірничорудної промисловості «Empresa Colombia de Minas» (ECOMINAS), нафтової — «Empresa Colombia de Petroleo» (ECOPETROL), вугільної — «Carbones de Colombia» (CARBOCOL). Застосовується також форма змішаних компаній при експлуатації родов. вугілля, руд нікелю і урану. Загалом же природні ресурси станом на кінець XX ст. К. освоєні ще досить слабко.
Добувна пром-сть відіграє важливу роль в експорті. Експортні надходження в 1997 становили 11,529 млрд дол., в тому числі від експорту нафти — 2,7 млрд дол., кам'яного вугілля — 888 млрд дол. і нікелю — 161 млрд дол. К. займає одне з провідних місць серед країн Заходу за експортом дорогоцінних каменів і благородних металів.
Таблиця 1. — Динаміка видобутку основних видів мінеральної сировини в Колумбії*.
| Товарний продукт     | 1998   | 1999   | 2000   | 2001   |
| Золото, кг           | 18 811 | 34 600 | 37 018 | 21 813 |
| Срібло, кг           | 5 218  | 7 009  | 7 970  | 7 242  |
| Платина, кг          | 411    | 437    | 340    | 674    |
| Смарагди (тис.карат) | 9 360  | 6 834  | 8 454  | 5 499  |
| Залізна руда, тис.т  | 526    | 576    | 554    | 637    |
| Нікель (т)           | 28 100 | 28 400 | 27 750 | 38 457 |
| Вугілля (млн т)      | 33,8   | 32,7   | 38,1   | 43,9   |

* Mining Annual Review 2002

## Окремі галузі
Нафтогазова промисловість. Основною сировинною базою цієї промисловості з 60-х рр. XX ст. послідовно були райони нафтовидобутку в долині р. Магдалена і на півн.-сх. країни, потім родов. нафти в долині р. Путумайо, і, нарешті, нафтоносний район Льянос (родов. Араука, Тринідад, Токарія). Провідні позиції в 1990-х рр. в галузі займали фірма «ECOPETROL» і монополії США «ТЕХАСО» і «Chevron» (філіал «Standard Oil of California»). У 1970-х роках прибутки від експорту нафти і нафтопродуктів перевищили прибутки від кави.
У 1990-і роки Колумбія була близька до того, щоб стати одним з провідних експортерів нафти на світовому ринку. В цей період основними районами нафтовидобутку є родовища, що давно розробляються в долині р. Магдалена (біля міста Барранкабермеха); нафтоносний район Путумайо на південному сході країни; і родовища в департаментах Північний Сантандер і Араука поблизу кордону з Венесуелою.
У 2001 видобуток нафти в Колумбії становив 605,0 тис. бар/добу з експортним значенням US$2.99 млрд, (US$4.57 млрд у 2000), зниження — 34,6%. Спад видобутку спостерігається з 1999.
На початку XXI ст. продовжується ввід нових нафтовидобувних потужностей. Global Energy Development PLC, міжнародний підрозділ корпорації Harken Energy Corp. у 2003 р. почав видобуток нафти зі свердловини Кахаро-1 (Cajaro 1) на родовищі Бланко (Palo Blanco) в басейні Льянос східніше великих газонафтових родовищ Кусіана (Cusiana) і Купіагуа (Cupiagua). В інтервалі глибин 2520–2521 м отримано притік нафти понад 700 бар./добу [Oil & Gas Journal online].
В 2003 р. намічено пробурити 25 пошуково-розвідувальних свердловин. Одночасно Ecopetrol повідомила про скорочення видобутки нафти в країні. У 2003 р. планується добувати 0.54 млн бар./добу, або на 40 тис. бар./добу менше, ніж в 2002 р [Petroleum Economist. 2003. V.70].
В Колумбії з 2003 р застосовується нова бізнес-стратегія в нафтовій промисловості країни, яка полягає в «демократизації» нафтовидобутку шляхом залучення дрібних виробників для експлуатації дрібних і середніх родовищ. Кожний експлуатаційний контракт передбачає 20%-ні роялті і 5%-ну частку в реалізації продукції. На першому етапі колумбійська державна нафтова компанія Ecopetrol отримала заявки від 40 дрібних і середніх компаній на участь в тендері по підвищенню видобутку на 13 колумбійських нафтових родовищах: Барранка-Лебрійха (Barranca-Lebrija), Павас (Pavas), Ла-Ромпіда (La Rompida), Нансі Бурдіне Максіне-Карбонера (Nancy Burdine Maxine Carbonera), Ріо-де-Оро (Rio de Oro), Пуерто-Барко (Puerto Barco), Камоа (Camoa), Ченче (Chenche), Діфісіль (El Dificil), Ато-Нуево (Hato Nuevo). Крім того, на тендер будуть висунуті інші малоперспективні родовища. Право розробки компанії отримують на 10-літній період [Business News Americas].
У 1984 сумарна потужність НПЗ країни по прямій перегонці нафти зросла до 10,3 млн т нафти на рік. Видобуток природного газу ведеться в осн. на нових нафтогазових родов. п-ова Гуахіра (компанія «PROMIGAS» разом з амер. компаніями).
Вугільна промисловість. Розробка вугілля велася ще до іспанського завоювання. Але промисловий видобуток почався лише в на початку 1950-х рр. в зв'язку зі створенням власної чорної металургії. Керівництво вугільною пром-стю здійснює компанія «CARBOCOL». Експлуатуються понад 1000 дрібних підприємств в 10 басейнах. Родовища розкриваються штольнями, камерно-стовповою системою розробки (басейни Каука і Антьокія). До 1980-х рр. 80-90% видобутку було зосереджено в басейнах Богота (Кундинамарка) і Бояка. На родов. Сан-Хіль пласт потужністю 4 м розробляється відкритим способом. У 1982 іспано-колумбійським концерном «Domini-Prodeco-Auximi» побудований кар'єр (0,3 млн т в 1983) на одному з найбільших у світі родовищ Серрехон. У полі кар'єра залягає 40 пластів сумарною потужністю 120 м (від 0,9 до 4,8 м). Коеф. розкриву 5:1.
Динаміка видобутку вугілля (млн т): 1990 — 20; 1994 — 22,7; 1998 — 34; 1999 — 33; 2000 — 32,7 (Локер С., 2000, Лондон). У 2001 р в Колумбії видобуток вугілля склав 38 142 тис. т (15-е місце у світі), експорт 35 614 тис. т. Підприємства класифікуються на великі, середні і малі. Великі, оснащені сучасною технікою, постачають вугілля на експорт, малі — діють в горах [World Coal. — 2002. — 11, № 3. — Р. 23-26]. Коли в середині 1980-х років почалася розробка родовища Серрехон, очікувалося, що експорт вугілля може стати основним джерелом валютних надходжень. Однак падіння цін на вугілля (одночасно з падінням цін на нафту) значно знизило економічний потенціал цього родовища.
До 2005 р планується довести видобуток вугілля до 50 млн т [Mining Annual Review 2002].
Видобуток залізняку в К. ведеться з 1935 р. Родов. розробляються відкритим і підземним способами. У 1954 на базі родов. Пас-дель-Ріо, а також інш. розташованих в департаментах Кундинамарка і Бояка, введений в дію перший металургійний комбінат повного циклу в м. Беленсіто компанії «Асеріас-Пас-дель-Ріо» («Acerias Paz del Rio»). У кінці 1990-х років видобуток залізняку зосереджений головним чином в департаменті Бояка, де продовжує працювати найбільший металургійний комбінат «Асеріас-Пас-дель-Ріо» в місті Пас-дель-Ріо.
За видобутком золота К. займає провідне місце в Лат. Америці. Попутно із золотом добуваються метали платинової групи. Осн. район видобутку — верхів'я pp. Атрато і Сан-Хуан. На корінних родов. розробляються в основному найбагатші жили із вмістом золота 5 г/т. На частку розсипних родов. припадає бл. 95% видобутку. Золото добувається старателями, а також дражною розробкою.
Коливання видобутку золота на початку XXI ст. пояснюють коливанням ціни на злитки та тим, що оціночно 2/3 золота складає нелегальний (неформальний) видобуток. Це утруднює визначення загальної кількості золота, яке видобувають в країні.
Срібло видобувається попутно при видобутку золота, хоч і є самостійні родов. Гол. район видобутку — нагір'я Антьокії. Відкриті родов. поблизу мм. Соленто і Крід.
Платина. За видобутком платини К. займає провідне місце серед країн Заходу (разом з ПАР і Канадою). Платина відрізняється високою якістю (85-95% Pt). Співвідношення платини і золота в розсипах мінливе — від 1:3 до 1:22. Вміст платини в розсипах 0,1-1,2 г/м3, іноді досягає 15 г/м3.
Видобуток мідних руд. У К. експлуатуються невеликі за запасами комплексні родов. міді, що містять молібден, домішки золота і срібла. К. експортує мідні концентрати, але імпортує метал.
Видобуток нікелевих руд. У 1982 на базі родов. Серро-Матосо, поблизу м. Монте-Лібано (деп. Кордова), став до ладу гірничо-металургійний комплекс потужністю 22,6 тис. т феронікелю на рік із вмістом металу 35-40%, що включає кар'єр, збагач. ф-ку і плавильний завод. Розробка найбільшого родовища Серро-Матосо суттєво збільшила видобуток (див. табл. 2) і зробила Колумбію в кінці XX ст. однією з великих країн-експортерів нікелю.
Видобуток свинцево-цинкових руд здійснюється попутно із золотом з корінних родов. Розробка родов. власне свинцевих руд в країні припинена.
Гірничохімічна пром-сть. Її основу складають запаси фосфатних руд, бариту, сірки і солі. Фосфатна сировина (апатити і фосфорити) в К. відпрацьовується з початку 60-х рр. XX ст. Родов. Асуфрада розробляється підземним способом (вміст Р2О5 20%). Загальний видобуток апатиту задовольняє потреби країни в фосфатах лише частково. У 1980 стало до ладу гірничодобувне підприємство в деп. Бояка потужністю 150 тис. т фосфатного концентрату на рік. Руда на це підприємство надходить з рудників «Пєску» і «Ла-Конехера». Розробляють родов. компанії «ECOMINAS» та «Sociedad de Agriculturas de Colombia».
Видобуток хризотил-азбесту ведеться на родов. Кампаменто (деп. Антьокія). У 1982 тут введена в дію збагач. ф-ка потужністю 10 тис. т волокна на рік. Азбест використовується г.ч. всередині країни.
Видобуток дорогоцінних і виробних каменів. У пром. масштабах розробляються тільки родов. смарагдів. У XX ст. Колумбія залишалась найбільшим постачальником смарагдів на світовий ринок, причому якість колумбійських каменів визнана неперевершеною. Слід зазначити, що значна частина колумбійських розробок у XX ст. контролювалася гангстерськими угрупованнями або напівлегальними компаніями (за різними оцінками — від 40 до 60%).
На початку XXI ст. Колумбія є одним з найбільших у світі продуцентом і експортером натуральних високоякісних смарагдів. Вони експортуються в Японію, Індію, Швейцарію та ін. країни. Вартість смарагдового експорту у 2000 р становила US$94.3 млн, у 2001 — US$84.2 млн.
З нерудних буд. матеріалів в К. видобувають вапняк, глини, піски, сірку, барит, тальк, гіпс і інш.

## Наукові установи. Геологічна служба. Підготовка кадрів. Друк
Всі геол. і гірн. роботи, питання підготовки геол. та інж. кадрів, координації наук. досліджень і розробка проектів в гірничодоб. галузі знаходяться у веденні Міністерства гірництва і енергетики та Нац. інституту геології, гірництва, охорони навколишнього середовища і ядерних досліджень. Гірничо-геол. кадри готують у філії Антьокійського університету (м. Медельїн) і в Сантандерському промисловому університеті (м. Букараманга). Основні періодичні видання в галузі геології і гірн. справи «Caldasia» (з 1942); «Boletin Geologico» (з 1953).